# Park Mi-geum
Park Mi-Geum (em coreano:  박 미금; 6 de outubro de 1955) é uma ex-jogadora de voleibol da Coreia do Sul que competiu nos Jogos Olímpicos de 1976.
Em 1976, ela fez parte da equipe sul-coreana que conquistou a medalha de bronze no torneio olímpico, no qual atuou em cinco partidas.